# Stylogaster nilssoni
Stylogaster nilssoni är en tvåvingeart som beskrevs av Smith 1984. Stylogaster nilssoni ingår i släktet Stylogaster och familjen stekelflugor.
Artens utbredningsområde är Madagaskar. Inga underarter finns listade i Catalogue of Life.